# Začátek světa
Začátek světa je český dramatický film z roku 2000, režírovaný trojicí režisérů Danem Svátkem, Vladimírem Drhou a Pavlem Melounkem. Natáčení probíhalo v Telči.
V roce 2000 film během udílení cen Český lev získal cenu Plyšový lev za nejhorší film roku.

## Příběhy
Film je rozdělen na tři epizody

### Vražda šeptaným slovem
Je Velký pátek a místní redaktor novin musí udělat rozhovor s oštěpařem a moravským básníkem.

### Zatmění nadějí
Dne 11. srpna proběhne zatmění slunce. Během toho dne očekává jeden otec určení své zdravotní diagnózy.

### Panny pošetilé
V průběhu silvestrovského dne jsou svedeny dohromady tři zamilované páry. 

## Obsazení
- Miroslav Šimůnek jako druhý František
- Jiří Hálek jako Karel Havlíček
- Jiří Hána jako Jiří
- Filip Hodač jako Adam
- Michaela Kuklová jako Marie
- Radek Žák jako Tanzvogel
- Nela Boudová jako servírka
- Daniel Špinar jako Josef
- Eva Tauchenová jako Božena Němcová
- Martha Issová jako Marta
- Rudolf Kubík jako František Kožík
- Filip Rajmont jako Kajetán Tyleček
- Lucie Brychtová jako první František
- Jan Vágner jako šéfredaktor
- Jiří Pomeje jako taxikář